# Автогенератор
Автогенератор — электронный генератор с самовозбуждением.
Автогенератор вырабатывает электрические (электромагнитные) колебания, поддерживающиеся подачей по цепи положительной обратной связи части переменного напряжения с выхода автогенератора на его вход. Это будет обеспечено тогда, когда нарастание колебательной энергии будет превосходить потери (когда петлевой коэффициент усиления больше 1). При этом амплитуда начальных колебаний будет нарастать.
Такие системы называют автоколебательными системами или автогенераторами, а генерируемые ими колебания — автоколебаниями. В них генерируются стационарные колебания, частота и форма которых определяются свойствами самой системы.
Автогенераторы применяются, например, в радиопередающих устройствах.
Существует 2 режима работы автогенератора: мягкий и жесткий режимы.
Мягкий режим характеризуется безусловным быстрым установлением стационарного режима при включении автогенератора.
Жесткий режим требует дополнительных условий для установления колебаний: либо большой величины коэффициента обратной связи, либо дополнительного внешнего воздействия (накачки).

## Технические характеристики
Основными техническими характеристиками автогенератора являются диапазон рабочих частот, стабильность частоты, мощность на выходе. Из них наиболее важной является допустимая нестабильность частоты автоколебаний. Для целей радиопередачи относительная нестабильность частоты может лежать в интервале 10-6...10-15.

## История
В 1912 году немецкий физик Александр Мейснер изобрёл автогенератор на электронной лампе с трансформаторной положительной обратной связью.
Позже были разработаны автогенераторы «индуктивная трёхточка» и «ёмкостная трёхточка».